# Nicolas Provost (ingénieur du son)
Pour les articles homonymes, voir Provost.
Nicolas Provost est un ingénieur du son, un monteur son et un mixeur français.

## Filmographie partielle
- 2005 : Il était une fois dans l'Oued de Djamel Bensalah
- 2005 : Trouble d'Harry Cleven
- 2008 : Mascarades de Lyes Salem
- 2008 : Go Fast d'Olivier Van Hoofstadt
- 2008 : Dante 01 de Marc Caro
- 2009 : Mr Nobody de Jaco Van Dormael
- 2011 : Polisse de Maïwenn
- 2012 : Le Guetteur de Michele Placido
- 2012 : Radiostars de Romain Lévy
- 2013 : En solitaire de Christophe Offenstein
- 2014 : Sous les jupes des filles d'Audrey Dana
- 2015 : Mon roi de Maïwenn
- 2016 : La Mécanique de l'ombre de Thomas Kruithof
- 2016 : Brice 3 de James Huth
- 2017 : M de Sara Forestier
- 2017 : Gangsterdam de Romain Lévy
- 2017 : Si j'étais un homme d'Audrey Dana
- 2017 : Seuls de David Moreau
- 2021 : Boîte noire de Yann Gozlan
- 2024 : Prodigieuses de Frédéric et Valentin Potier

## Distinctions

### Nominations
- César du meilleur son
  - en 2012 pour Polisse
  - en 2016 pour Mon roi
  - en 2022 pour Boîte noire